# 陈营官
陈营官（1944年1月—），男，汉族，福建长乐人，中华人民共和国政治人物，曾任中共泉州市委書記、福建省委常委、組織部長，省委常委、統戰部長，福建省人大常委会副主任，第七届全国人大代表，第十届全国政协委员。